# Tetramesa riparia
Tetramesa riparia är en stekelart som beskrevs av Zerova 1978. Tetramesa riparia ingår i släktet Tetramesa och familjen kragglanssteklar.
Artens utbredningsområde är Ukraina. Inga underarter finns listade i Catalogue of Life.